# Рауенберг
Рауенберг (њем. Rauenberg) град је у њемачкој савезној држави Баден-Виртемберг. Једно је од 54 општинска средишта округа Рајн-Некар. Према процјени из 2010. у граду је живјело 7.823 становника. Посједује регионалну шифру (AGS) 8226065.

## Географски и демографски подаци
Рауенберг се налази у савезној држави Баден-Виртемберг у округу Рајн-Некар. Град се налази на надморској висини од 132 метра. Површина општине износи 11,1 km². У самом граду је, према процјени из 2010. године, живјело 7.823 становника. Просјечна густина становништва износи 704 становника/km².